# Ž

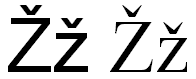
Ilustrace

Ž (Z s háčkem; minuskule ž) je 42. a poslední písmeno české abecedy, označující znělou postalveolární frikativu ʒ. V cyrilici mu odpovídá písmeno ж a v hlaholici Ⰶ. V Unicode se dá zapsat jako U+017D (majuskule) a U+017E (minuskule).
Písmeno pochází z české abecedy, odkud bylo převzato do dalších jazyků. Vyskytuje se ve všech slovanských jazycích, které používají latinku, kromě polštiny, a dále v litevštině, lotyštině, estonštině, severní sámštině, finštině, turkmenštině, lakotštině, lazštině a v songajštině.